# Gösta Nyrén
 Bengt Johan Gösta Nyrén, född 31 juli 1903 i Tofteryds församling, Jönköpings län, död  15 oktober 1973 i Huskvarna, Jönköpings län, var en svensk målare. 
Nyrén utbildade sig först till teckningslärare i Stockholm och därefter fortsatte studierna på Konstakademien 1927–1930. Han arbetade som övningslärare i teckning i Huskvarna.
Nyrén var den yngste i konstnärsgruppen "Nio unga", av vilka Sven Erixson, "X-et", kom att bli mest känd. Den naivistiska stil de Nio unga skulle komma att prägla också mycket av Gösta Nyréns senare måleri.
Gösta Nyrén har bland annat uppfört en väggmålning på Kruthuset i Huskvarna. Denna målning skildrar Huskvarnas historia från stenålder till modern tid.
Gösta Nyrén är begravd på Huskvarna kyrkogård.